# Gare de Blanc-Misseron
La gare de Blanc-Misseron est une gare ferroviaire française, terminus de la ligne de Douai à Blanc-Misseron, située sur le territoire de la commune de Crespin, dans le département du Nord, en région Hauts-de-France.
La gare, située à la frontière franco-belge, a vu son service voyageurs supprimé en 1954 depuis Valenciennes, et 1976 depuis Quiévrain. Le bâtiment voyageurs a disparu, et seul subsiste un faible trafic fret national en provenance de l'usine Bombardier Transport, la jonction avec la Belgique étant interrompue.

## Situation ferroviaire
Établie à 30 mètres d'altitude, la gare frontière de Blanc-Misseron est située au point kilométrique (PK) 260,128 de la ligne de Douai à Blanc-Misseron, entre les gares de Quarouble  et de Quiévrain.

## Histoire

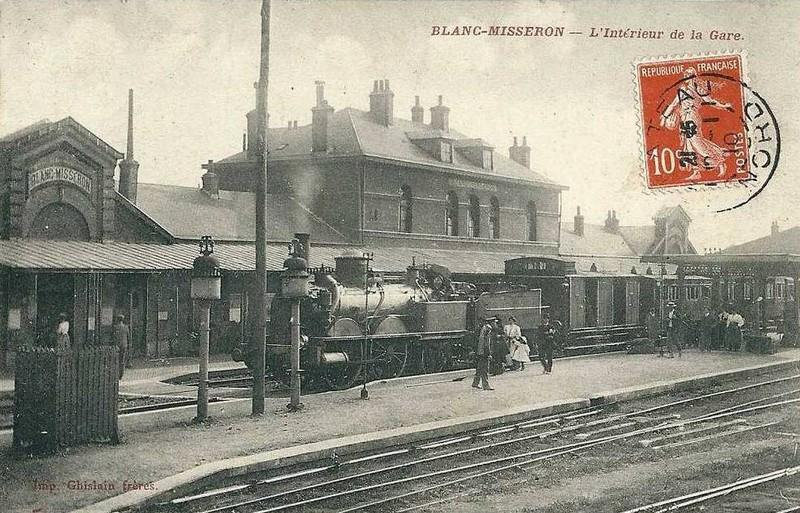
La gare, au temps de son exploitation.